# Serripes laperousii
Serripes laperousii (лат.) — вид морских двустворчатых моллюсков из семейства сердцевидок.
Раковина яйцевидно-поперечная, почти равная по ширине и высоте, набухшая, поперечно-неравномерно исчерченная, края цельные, сзади беззубый шарнир и супротивные бугорки. Обитают в Арктике, северной и восточной частях Тихого океана (от Корейского полуострова до Канады) и северной Атлантике. Литорально-сублиторальный инфаунный вид. Селится на грунтах с большой примесью гальки на глубинах до 64 м. Охранный статус вида не оценён, они безвредны для человека, не являются объектами промысла.